# Johanns Dulcien
Johanns Alexander Dulcien Neira (* 26. März 1991 in Tocopilla) ist ein ehemaliger chilenischer Fußballspieler.

## Karriere

### Verein
Johanns Dulcien begann seine Karriere 2009 beim CSD Colo-Colo und wurde bis 2013 mehrfach verliehen. Erst in der Segunda División konnte er sich bei Deportes Melipilla und San Antonio Unido einen Stammplatz erkämpfen. San Antonio verpflichtet ihn nach der Leihe fest. Im Jahr 2016 wechselte er nach Jordanien zu Sahab SC, kehrte allerdings nach einem zurück nach Chile und schloss sich Deportes Pintana an, wo er am Jahresende seine Karriere beendete. Anschließend studierte er Business Administration an der Duoc UC.

### Nationalmannschaft
Dulcien spielte mit der U18-Nationalmannschaft bei der Olympischen Jugendspielen 2009 und gewann die Silbermedaille.

## Erfolge
Colo-Colo
- Chilenischer Meister: 2009-C